# Ctenium somalense
Ctenium somalense là một loài thực vật có hoa trong họ Hòa thảo. Loài này được (Chiov.) Chiov. mô tả khoa học đầu tiên năm 1919.